# خوسيه إغناثيو غارسيا هاميلتون
خوسيه إغناثيو غارسيا هاميلتون (بالإسبانية: José Ignacio García Hamilton)‏ هو مؤرخ ومحامي وصحفي وسياسي أرجنتيني، ولد في 1 نوفمبر 1943 في سان ميغيل دي توكومان في الأرجنتين، وتوفي في 17 يونيو 2009 في بوينس آيرس في الأرجنتين بسبب سرطان. حزبياً، نشط في الاتحاد المدني الراديكالي. وقد انتخب عضو مجلس النواب في الأرجنتين.